# Auerswald (Adelsgeschlecht)

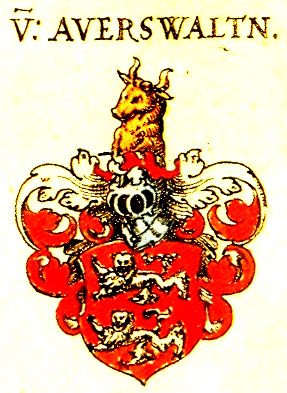
Wappen derer von Auerswald
Siebmachers Wappenbuch v. 1605

Auerswald ist der Name eines alten meißnischen Adelsgeschlechts mit gleichnamigem Stammhaus Auerswalde bei Chemnitz (heute Ortsteil von Lichtenau, Landkreis Mittelsachsen).

## Geschichte
Das Geschlecht wird erstmals am 21. Januar 1263 mit Otto de Urswalde urkundlich erwähnt. Die direkte Stammreihe beginnt mit Fabian von Auerswald, Gutsherr auf Auerswald und kursächsischer Rat, dessen Enkel Bernhard, Ritter des Deutschen Ordens, und Fabian von Auerswald (1462–nach 1540; siehe Liste) um 1500 nach Preußen kommen.
Fabian von Auerswalds ältester Sohn, Hans Kaspar, vermählt mit einer von Amsdorf, war der Stammvater der älteren sächsischen Linie der Familie, welche um 1750 mit dem Superintendenten Hans Christoph Cäsar von Auerswald und seinen Brüdern erlosch. Fabians jüngster Sohn Jakob hinterließ 12 Söhne und 10 Töchter. Von jenen wurde Christoph Cäsar (* 1498), Stammvater der jüngeren sächsischen Linie, welche mit seinem Urenkel Ernst von Auerswald erlosch.
Fabian von Auerswald war selbst der Stammvater der preußischen Linie. Seine beiden Enkel Hans († 1608) und Georg gründeten die Linie Plauth und Tromanu.

## Wappen
Das Wappen zeigt in Rot zwei silberne Leoparden übereinander. Auf dem Helm mit rot-silbernen Decken ein silberner Auerochsenrumpf.

## Namensträger
- Alfred von Auerswald (1797–1870), preußischer Generallandschaftsdirektor und Politiker
- Annemarie von Auerswald (1876–1945), Schriftstellerin
- Fabian von Auerswald (1462–nach 1540), Verfasser eines deutschen Ringbuches und Fechtbuches, Stammvater der preußischen Familie
- Hans Jakob von Auerswald (1757–1833), preußischer Beamter
- Hans von Auerswald (1792–1848), preußischer Generalmajor, Mitglied der Frankfurter Nationalversammlung
- Rudolf von Auerswald (1795–1866), preußischer Ministerpräsident
- Achatius von Auerswald (1818–1883), deutscher Richter und Verwaltungsjurist, Mitglied des Reichstags (Norddeutscher Bund)